# Hebella dispolians
Hebella dispolians is een hydroïdpoliep uit de familie Hebellidae. De poliep komt uit het geslacht Hebella. Hebella dispolians werd in 1909 voor het eerst wetenschappelijk beschreven door Warren. 